# キャスリーン・ネスビット
キャスリーン・ネスビット（Cathleen Nesbitt、1888年11月24日 - 1982年8月2日）は、イングランドの女優。ミュージカル『マイ・フェア・レディ』のブロードウェイでの初演（1956年）でヒギンズ教授（レックス・ハリソン）の母親を演じるなど、知的な老貴婦人役で知られる。
俳優のトム・ネスビット（1891年 - 1927年、本名：Thomas Nesbitt Jr. ）は実弟。娘のジェニファー・ラメージはラジオドラマの女優。

## 略歴
1888年にイングランド北部のバーケンヘッドで生まれる。フランスのリジューで教育を受けた後、クイーンズ大学ベルファストとソルボンヌ（パリ大学）で学ぶ。
1910年にロンドンの舞台で女優デビュー、翌1911年にアメリカに渡り、ブロードウェイデビューする。
1912年に詩人ルパート・ブルックの恋人となり婚約するが、ブルックは第一次世界大戦で戦死する。
1919年にサイレント映画『A Star Over Night』で映画デビュー。
1920年に俳優セシル・ベレスフォード・ラメージと結婚。2人の子をもうける。その後、長年に渡り別居生活を送ったが、ネスビットが亡くなるまで離婚はしなかった。
1930年のイギリスのロマンティック・コメディ映画『Canaries Sometimes Sing』でトーキー初出演。1954年の映画『愛の泉』でハリウッドデビューする。
1982年に老衰で死去。

## 主な出演作品
- ピグマリオン Pygmalion (1938)
- 激情 Fanny by Gaslight (1944)
- 悪魔と寵児 The Life and Adventures of Nicholas Nickleby (1947)
- 赤い百合 Jassy (1947)
- 愛の泉 Three Coins in the Fountain (1954)
- デジレ Désirée (1954)
- めぐり逢い An Affair to Remember (1957)
- 旅路 Separate Tables (1958)
- 罠にかかったパパとママ The Parent Trap (1961)
- 大強盗団 The Trygon Factor (1966)
- ふたりは恋人 Staircase (1969)
- フレンチ・コネクション2 French Connection II (1975)
- ファミリー・プロット Family Plot (1976)
- ジュリア Julia (1977)